# Fabrizio Mautino
Fabrizio Mautino (* 15. August 1997) ist ein peruanischer Leichtathlet, der sich auf den Weitsprung spezialisiert hat, aber auch im Sprint an den Start geht.

## Sportliche Laufbahn
Erste internationale Erfahrungen sammelte Fabrizio Mautino im Jahr 2016, als er bei den U23-Südamerikameisterschaften in Lima mit 6,79 m den siebten Platz im Weitsprung belegte und auch im Dreisprung mit 14,55 m auf Rang sieben gelangte. 2018 schied er bei den Ibero-Amerikanischen Meisterschaften in Trujillo mit 11,09 s in der Vorrunde im 100-Meter-Lauf aus und belegte im Weitsprung mit 6,85 m den neunten Platz. Zudem gewann er mit der peruanischen 4-mal-100-Meter-Staffel in 40,69 s die Bronzemedaille hinter den Teams aus Brasilien und Paraguay. Anschließend belegte er bei den U23-Südamerikameisterschaften in Cuenca in 10,87 s den achten Platz über 100 Meter und gewann im Weitsprung mit 7,26 m die Silbermedaille hinter dem Brasilianer Samory Fraga. Zudem belegte er im Staffelbewerb in 42,52 s den fünften Platz. 2024 klassierte er sich bei den Hallensüdamerikameisterschaften in Cochabamba mit 7,23 m auf dem fünften Platz im Weitsprung. Im Mai wurde er bei den Ibero-Amerikanischen Meisterschaften in Cuiabá mit 6,83 m Zehnter im Weitsprung und belegte mit der 4-mal-100-Meter-Staffel in 41,35 s den sechsten Platz. Zudem gelangte er mit der 4-mal-400-Meter-Staffel mit 3:15,94 min auf Rang fünf.
In den Jahren 2018 und 2021 wurde Mautino peruanischer Meister im 100-Meter-Lauf sowie 2021 auch über 200 Meter. Zudem wurde er 2023 Landesmeister im Dreisprung.

## Persönliche Bestleistungen
- 100 Meter: 10,71 s (−0,9 m/s), 21. April 2018 in Lima
- 200 Meter: 22,07 s (−0,3 m/s), 5. Dezember 2020 in Lima
- Weitsprung: 7,44 m (+1,2 m/s), 1. April 2017 in Lima
- Dreisprung: 14,55 m (+1,5 m/s), 23. September 2016 in Lima